# Kasongo-Lunda
Pour le territoire, voir Kasongo-Lunda (territoire).
Kasongo-Lunda est une localité chef-leu du territoire de Kasongo-Lunda dans la province du Kwango en république démocratique du Congo.

## Géographie
La localité est située sur la route RP 228 à 325 km au sud du chef-lieu provincial Kenge.

## Histoire
La ville est historiquement la résidence du Kiamfu des Yaka (roi de peuple Yaka). En 1890, l'envoyé du roi Léopold II, Francis Dhanis y signe un traité avec le kiamfu Tsimba Mukumbi considéré comme acte de soumission par le roi des Belges, qui lui permet la création du 12e district de l'Etat indépendant du Congo : le Kwango oriental, il prend ainsi possession de la rive gauche du Kwango, laissant la rive droite à l'Angola portugais.

## Administration
La localité a le statut de commune rurale de moins de 80 000 électeurs, elle compte 7 conseillers municipaux en 2019.

## Société
La ville est le siège de la paroisse catholique Saints-Pierre-et-Paul de Kasongo-Lunda fondée en 1957, elle dépend de la doyenné de Kingunda du diocèse de Popokabaka.

## Population
Le dernier recensement date de 1984, l'accroissement annuel de la population est estimé à 2,49,.
| 1984   | 2004   | 2012   |
| ------ | ------ | ------ |
| 10 800 | 19 566 | 23 820 |

## Transport
La ville est desservie par un terrain d'aviation, (code IATA : KGN • code OACI : FZOK).